# Kire Ristevski
Kire Ristevski (mazedonisch Кире Ристевски; * 22. Oktober 1990 in Bitola, SFR Jugoslawien) ist ein nordmazedonischer Fußballspieler. Er spielt seit 2024 in seiner Heimat für den Erstligisten FC Struga.

## Karriere

### Verein
In seiner bisherigen Vereinskarriere war er, außer in seiner Heimat Nordmazedonien, auch noch in Albanien, Bulgarien, Ungarn, Zypern und Armenien tätig. Zuletzt wechselte Ristevski im Sommer 2024 von Ethnikos Achnas zum FC Struga.

### Nationalmannschaft
Von 2007 bis 2012 absolvierte er 25 Partien für diverse Jugendnationalmannschaften Mazedoniens. Am 5. März 2014 debütierte Ristevski bei einem Freundschaftsspiel gegen Lettland in der mazedonischen Nationalmannschaft. Bisher bestritt er 45 Länderspiele. Bei der EM 2021 war er Teil des nordmazedonischen Kaders, kam aber mit diesem nicht über die Gruppenphase hinaus. Bis zu seinem letzten Einsatz im  März 2023 stand er in 60 Länderspielen auf dem Platz.

## Erfolge
- Ungarischer Pokalsieger: 2021